# Skatelövs gamla kyrka

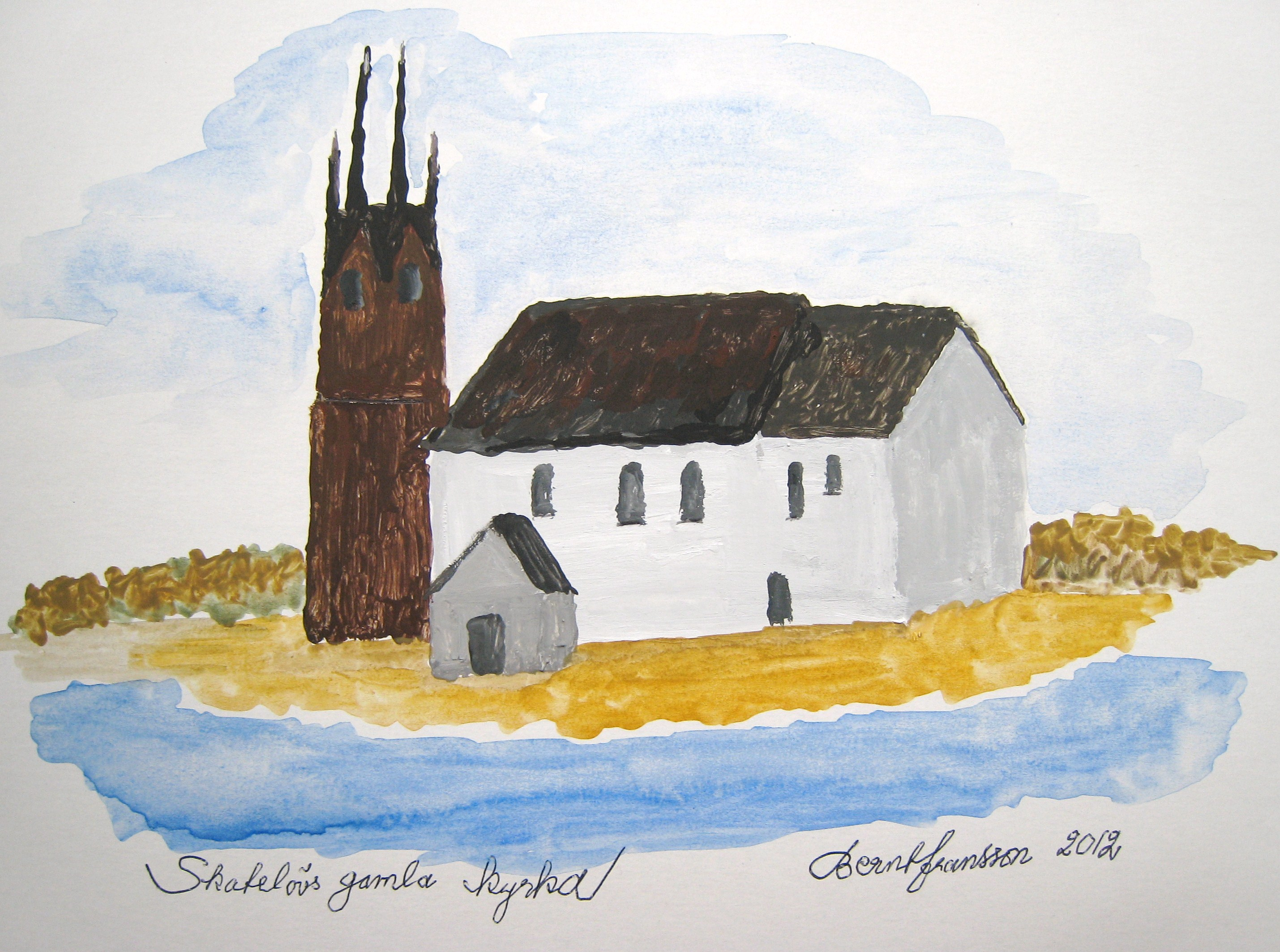
Skatelövs gamla kyrka. Enkel akvarell efter en äldre tavla.

Skatelövs gamla kyrka är en tidigare kyrkobyggnad i Skatelöv i Växjö stift. Ruinerna av den medeltida kyrkan ligger några 100 meter öster om den nya kyrkan i Alvesta kommun.

## Kyrkobyggnaden
Skatelöv omtalas i de skriftliga källorna redan år 1290 och skrivs då ”Skatelef”. Den medeltida stenkyrkan uppfördes under 1100-talet och bestod av ett långhus med ett rakslutande kor i öster och vapenhus i söder. Klockstapeln nordväst om kyrkan var försedd med klockvåning med ljudluckor krönt av två högre och två mindre spiror. 
Kyrkan var uppförd i sten med ett rektangulärt långhus och smalare rakslutet kor i öster. På norra sidan av koret låg en tillbyggd sakristia. Framför ingången i långhusets sydvästra del fanns ett murat vapenhus. Kyrkans tak uppges ha varit täckt med blyplåt. Av en akvarell från tidigt 1800-tal framgår att kyrkan haft en klockstapel med dubbla spiror, som legat alldeles invid kyrkans västra gavel. De delvis kompletterade grundmurstenarna visar att kyrkans långhus mätt ca 21 × 11,6 meter och koret 8 × 8,7 meter. Kyrkan tycks därmed ha varit en av de största medeltida kyrkorna i Värend.
Från den medeltida kyrkans murverk har fyra huggna kvaderstenar med inristad dekor bevarats. På en av stenarna finns en runtext vilken uttolkats ”Bose högg kyrkan. Bose högg stenen till Skatelövsbornas kyrka”. Samme Bose tycks också ha varit verksam vid Växjö domkyrkas tornbygge, där en geometriskt mönstrad sten av samma slag ingår i en ursprunglig hörnkedja. Även från Östra Torsås gamla kyrka återstår stenar med likartade och karaktäristiska ristningar. Anknytningen till tornbygget i Växjö visar att Bose varit verksam i trakten i slutet av 1100-talet. Kvaderstenarna är nu uppställda i nya kyrkan. Här återfinns också den delvis bevarade dopfunten från mitten av 1200-talet.
På kyrkogården finns ett antal äldre gravminnen bevarade. Även några senare gravar har tillkommit. En stor bautasten är rest över folkminnesforskaren Gunnar Olof Hyltén-Cavallius, död 1889. Även den kände ornitologen Bengt Berg har fått sin grav på den gamla kyrkogården. På andra sidan sjön, i anslutning till gravfältet Blodberget, finns en restaurerad hölada. I ladans konstruktion sägs ingå timmer från den gamla kyrkans klockstapel.
Kyrkan revs 1820. Vid rivningen av kyrkan hittades en runsten, Sm 6. År 1939 restes ett minneskors över kyrkan på den plats där idag endast ruiner efter kyrkan återstår. Den gamla kyrkplatsen ligger i anslutning till Skatelövfjorden, som är en vik av sjön Åsnen, och är bevarad som kyrkogård. Bland annat firar man där friluftsgudstjänster.